# 包鸾镇
包鸾镇是中国重庆市丰都县下辖的一个镇。

## 行政区划
包鸾镇辖10个行政村。
- 村：包鸾村、杨岭村、花地堡村、亭子垭村、飞仙洞村、新溪村、华坪村、鸽子坝村、弹子台村、齐光村、新坪村、新花村、磴子口村、青杠坪村、枫香堡村、日照坝村、白果园村、红花坡村